# Hospital Americano de París
El Hospital Americano de París (en francés: Hôpital américain de Paris) es un grupo hospitalario franco-estadounidense, apoyado por una fundación privada sin ánimo de lucro fundada en 1906 en Neuilly-sur-Seine, en las afueras de París. Su sede incluye el hospital original y una clínica adquirida en 2017.

## Historia

Fotografía del hospital (c. 1900-1910)

- 1904: el doctor Magnin y uno de sus amigos estadounidenses, Harry Anthony van Bergen, deciden crear una asociación que tiene como objetivo ofrecer a los nacionales de Estados Unidos, radicados en Francia o de paso por el país, un fácil acceso a médicos formados al otro lado del Atlántico.[1]
- 15 de enero de 1906: con siete notables de la comunidad americana, Magnin y van Bergen firman el acta de fundación del Hospital Americano de París  .
- Julio de 1907: gracias a las primeras donaciones recaudadas, el banquero John H. Harjes (cofundador de Morgan, Harjes & Co.),[2] como Presidente del Consejo de Administración, firma la escritura de compraventa de una propiedad ubicada en Neuilly-sur-Seine, en un terreno paralelo a la calle Chauveau, una parcela que alguna vez fue una de las fincas preferidas del rey Luis Felipe.[3]
- 28 de octubre de 1909: el embajador de Estados Unidos en Francia, Henry White, y el ministro de Educación Pública, Gaston Doumergue, inauguran el nuevo hospital que entonces contaba con 24 camas.
- 30 de enero de 1913: el Congreso de Estados Unidos aprueba una ley que reconoce el estatuto del Hospital Americano de París al otorgarle rango de institución federal por la cual se le permite recibir donaciones y legados.
- 1914-1918: durante la Primera Guerra Mundial, el hospital instaló un servicio de ambulancia, proporcionado íntegramente por voluntarios estadounidenses (médicos, cirujanos y enfermeras), que brindó asistencia a más 10 000 soldados aliados. El cercano Lycée Pasteur se transforma en un hospital temporal y es el punto de distribución de las ambulancias.
- 19 de marzo de 1918: Francia concede al Hospital Americano de París el estatus de establecimiento «de utilidad pública», en reconocimiento a su participación en el esfuerzo de guerra de Estados Unidos por Francia durante la Primera Guerra Mundial.
- 1920 - 1926 : con sus 24 camas originales, el hospital rápidamente se ve desbordado. Gracias a donaciones se construyó un nuevo establecimiento de 120 camas, modernizando y mejorando su equipamiento médico. Dedicado a las víctimas y voluntarios de la guerra, se llama «Edificio conmemorativo».
- Diciembre de 1925: el American College of Surgeons (ACS) acredita oficialmente al Hospital Americano de París.
- Verano de 1940: al comienzo de la Segunda Guerra Mundial, el Hospital se coloca bajo la protección de la Cruz Roja. Se convierte en un «centro de hospitalización para heridos de guerra liberados que atienden a prisioneros en los campos».
- 11 de octubre de 1940: el Hospital Americano de París es puesto al servido del ejército y distinguido con la Croix de Guerre, en reconocimiento a los servicios prestados a Francia.
- 1949-1953: después de la guerra, los fondos estadounidenses del Plan Marshall y las donaciones le permiten al hospital mejorar significativamente las condiciones laborales de sus médicos. El establecimiento se beneficia de innovaciones tales como la creación de un departamento de patología, un laboratorio y un servicio de radiología. También se contratan 125 enfermeras.
- 1954: la Joint Commission on Accreditation of Healthcare Organizations (JCAHO) acredita al Hospital Americano de París, que sigue siendo hoy en día el único establecimiento hospitalario civil en el mundo que puede reclamar tal reconocimiento fuera del territorio estadounidense.
- 1960-1968: construcción del «Pabellón Eisenhower» que alberga 16 nuevas salas, consultorios y el departamento de medicina nuclear.
- 30  de marzo de 1976: La Fundación del Hospital Americano de París (The American Hospital in Paris Foundation) se crea bajo la ley del Distrito de Columbia. Este organismo de gestión y recaudación de fondos tiene su sede en Nueva York.
- 1990: se crea la primera unidad internacional, la unidad de Japón, y un médico japonés se incorpora al equipo del hospital.
- 2001-2006  el hospital inicia dos nuevos proyectos:
  - La renovación y ampliación del personal médico-quirúrgico y del centro de control del hospital.
  - La construcción de un nuevo quirófano.

Además, la plataforma técnica del hospital continuó modernizándose con:
- La adquisición de un equipo de resonancia magnética,
- La creación de un centro de imageneología mamaria dedicado al diagnóstico precoz del cáncer de mama,
- La renovación completa del equipamiento de la sala de angiografía y de coronariografía.

- 2007: un centro de diálisis abre sus puertas dentro del establecimiento que también inaugura su nueva maternidad ese mismo año.[1]
- 2009: el hospital adquiere un PET CT y un robot quirúrgico Da Vinci SI, gracias al apoyo de sus donantes.
- 2010: el hospital abre en el piso 5 (el último de su edificio principal) un nuevo espacio para catorce habitaciones.
- 2017: el 15 de febrero el hospital adquiere el Centre Clinique de la Porte de Saint-Cloud (CCPSC) ubicado en Boulogne-Billancourt. De este modo refuerza su oferta de atención oncológica.[4]

## Estatuto

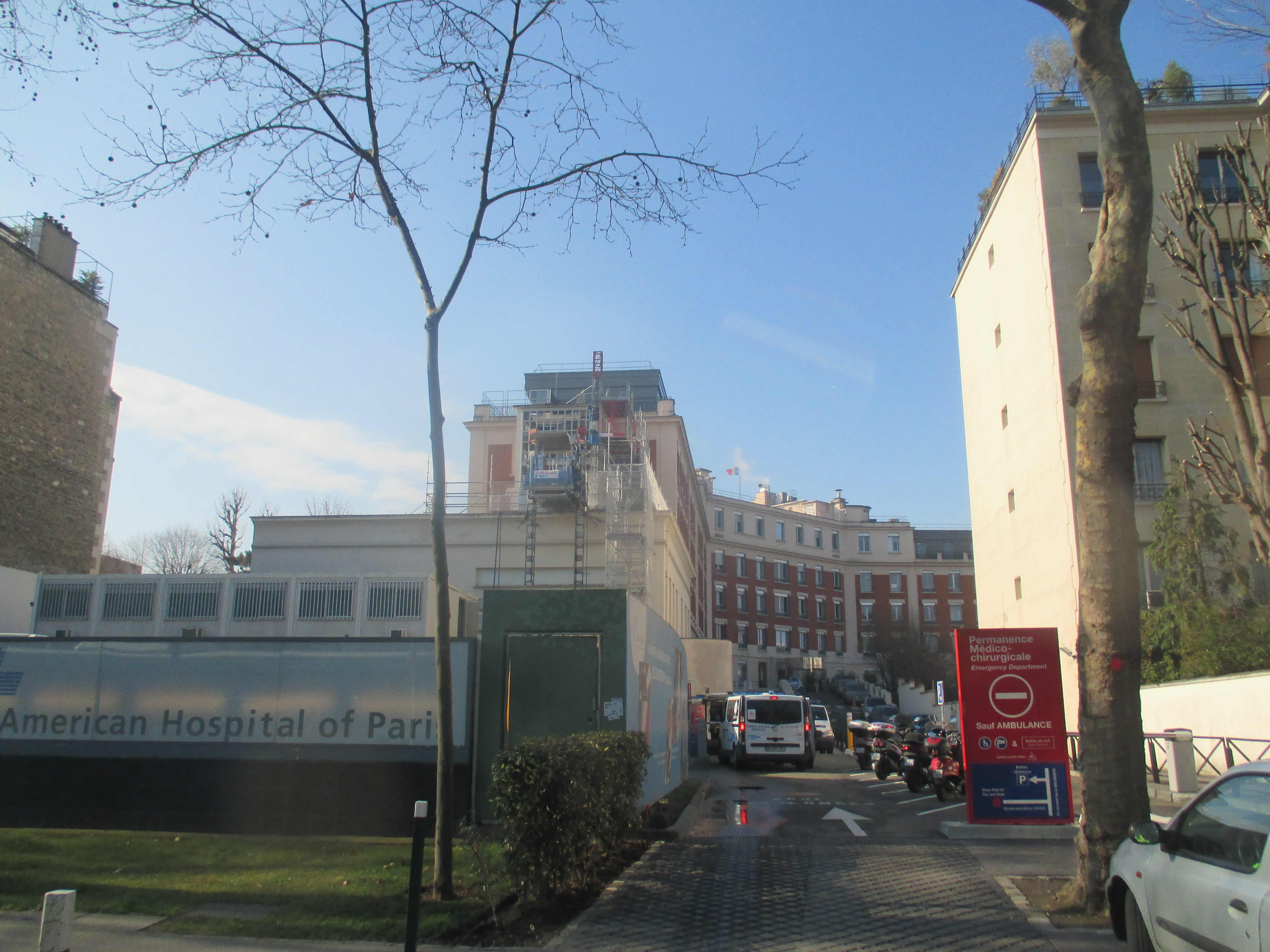
Entrada al hospital por el bulevar Victor Hugo No. 63, Neuilly-sur-Seine

Fundado como un hospital caritativo privado, el Hospital Americano de París no está subvencionado ni por el estado francés ni por el estado estadounidense. Está financiado en parte por donantes de varias nacionalidades y por una sociedad sin fines de lucro (The American Hospital in Paris Foundation) creada en 1976 que tiene como objetivo garantizar la existencia y funcionamiento del hospital. El hospital está aprobado parcialmente por la seguridad social francesa, pues los costos de hospitalización son reembolsables hasta en un 80% del monto que el seguro médico reembolsaría por los costos de un hospital totalmente aprobado.
Tiene 161 camas para cirugía, medicina y obstetricia. La profesión médica tiene alrededor de 377 médicos y cirujanos privados y cubre todas las principales disciplinas médicas y quirúrgicas. Incluye una residencia médico-quirúrgica. Desde 1985 publica un boletín mensual titulado L'Américain ( ISSN 1241-9699 desde 1992, antes 0984-4104).
El Hospital Americano de París está acreditado en Francia por la Alta Autoridad Sanitaria (HAS). Es el único establecimiento hospitalario civil acreditado fuera del territorio de Estados Unidos por la Joint Commission, un organismo independiente que certifica los mejores hospitales de Estados Unidos.

## Transporte público
Al hospital se puede llegar en transporte público:
- En metro, desde las estaciones de la línea 1, Les Sablons y Pont de Neuilly, y las de la línea 3, Anatole France y Pont de Levallois - Bécon ;
- En el servicio de autobuses de la RATP, líneas 93, 82 y 174.

## Pacientes notorios

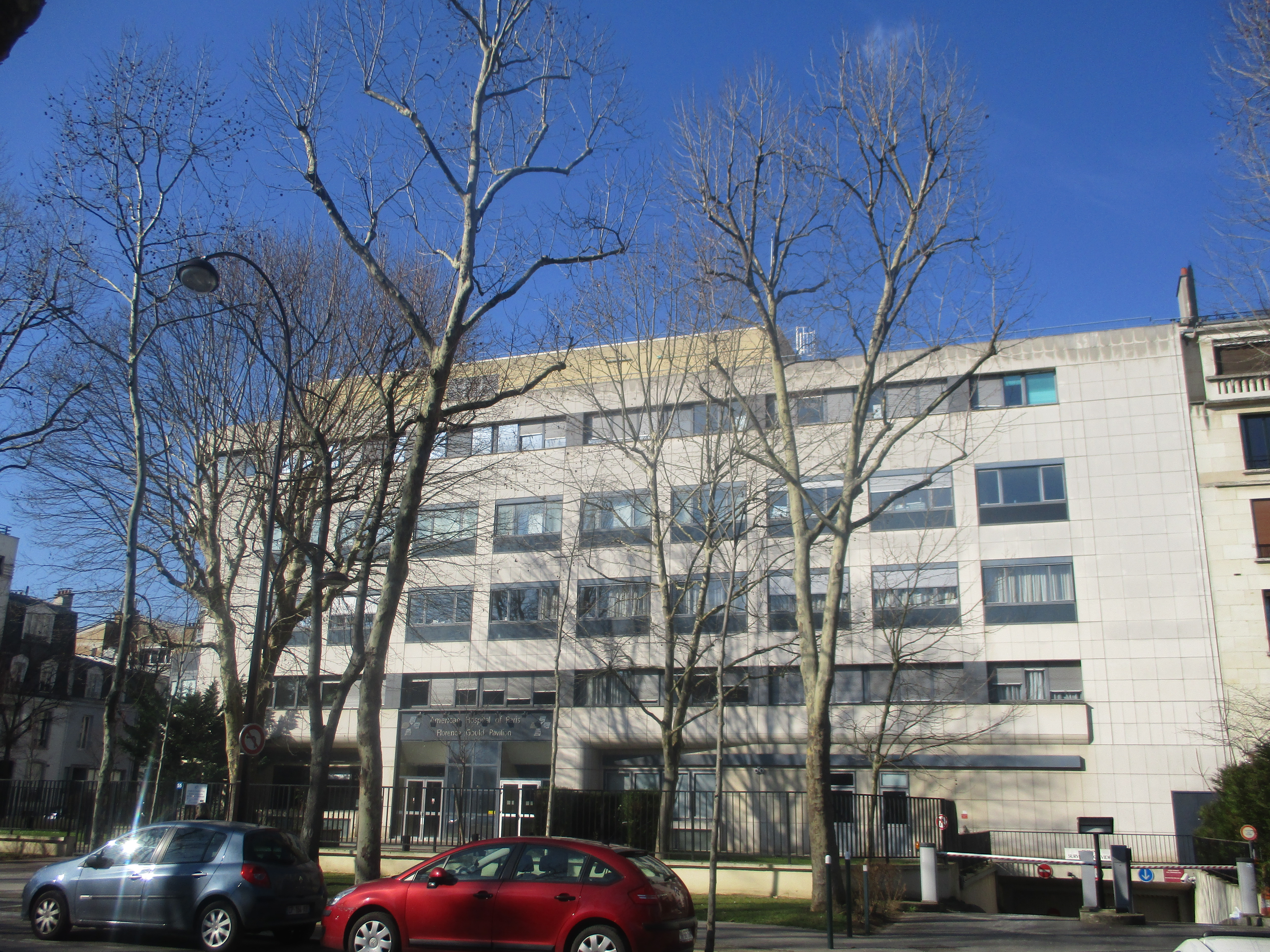
Anexo Florence-Gould.

- Raimu, actor francés, murió en el hospital de un ataque cardíaco en reacción alérgica a un producto anestésico el 20 de septiembre de 1946
- Edem Kodjo, ex primer ministro de Togo, murió en el hospital el 11 de abril de 2020
- Gertrude Stein, mujer de letras estadounidense, murió en el hospital el 27 de julio de 1946
- Georges Bernanos, escritor francés, murió en el hospital el 5 de julio de 1948
- Joséphine Baker, cantante francesa, operada en el hospital a principios de 1966[10]
- Pierre Fresnay, actor francés, murió en el hospital el 9 de enero de 1975
- Aristóteles Onassis, armador griego, murió en el hospital el 15 de marzo de 1975
- Jean Gabin, actor francés, murió en el hospital el 15 de noviembre de 1976
- Tino Rossi, cantante francés, murió tras ser dado de alta del hospital el 29 de septiembre de 1983
- François Truffaut, cineasta francés, murió en el hospital el 21 de octubre de 1984
- Marcel Dassault, industrial francés, murió en el hospital el 17 de abril de 1986
- Bette Davis, actriz estadounidense, murió en el hospital el 6 de octubre de 1989
- Jacques Soustelle, político francés, murió en el hospital el 6 de agosto de 1990[11]
- Madeleine Renaud, actriz francesa que murió en el hospital el 23 de septiembre de 1994
- Barbara, cantante francesa, murió en el hospital el 24 de noviembre de 1997
- Didier Derlich, astrólogo y clarividente mediático de la década de 1990, murió en el hospital el 4 de agosto de 2000
- Françoise Giroud, mujer de letras y política francesa, murió en el hospital el 19 de enero de 2003
- Pamela Harriman, aristócrata inglesa y embajadora de Estados Unidos en Francia, murió en el hospital el 5 de febrero de 1997
- Philippe de Broca, cineasta francés, murió en el hospital el 26 de noviembre de 2004
- Angus Maddison, economista británico, murió en el hospital el 24 de abril de 2010
- Robert Laffont, editor francés, murió en el hospital el 19 de mayo de 2010[12]
- Rosy Varte, actriz francesa, murió en el hospital el 14 de enero de 2012
- Jean-Luc Delarue, presentador y productor de televisión francés, murió en el hospital el 23 de agosto de 2012
- France Gall, cantante francesa, murió en el hospital el 7 de enero de 2018
- Michel Legrand, compositor francés, murió en el hospital el 26 de enero de 2019
- Karl Lagerfeld, diseñador de moda alemán, murió en el hospital el 19 de febrero de 2019[13]
- Dick Rivers, cantante francés, murió en el hospital el 24 de abril de 2019.
- Brigitte Macron, esposa de Emmanuel Macron, hospitalizada para una cirugía estética[14]
- Kenzo Takada, diseñador japonés y fundador de la marca Kenzo, quien murió a causa del COVID-19, el 4 de octubre de 2020
- Pierre Cardin, diseñador de moda italo-francés, murió en el hospital el 29 de diciembre de 2020
- Lionel Messi. Futbolista superestrella argentino, Atendiendo por un médico en un traspaso al Paris Saint-Germain, el 10 de agosto de 2021